# Baruch Ashlag
Baruch Shalom HaLevi Ashlag (22 gennaio 1907 – 13 settembre 1991) è stato un rabbino e cabalista israeliano.
Conosciuto anche come il Rabash, fu il primogenito e il successore di Rabbi Yehuda Ashlag, autore de Il commento Sulam allo Zohar (La scala). Tra i suoi scritti troviamo: Shlavey haSulam (I gradini della scala), Dargot haSulam (I livelli della scala), Igrot Rabash (Le lettere del Rabash).

## La sua vita
Baruch Shalom ha Levi Ashlag nacque in Polonia il 22 gennaio 1907. Egli cominciò i suoi studi sulla Kabbalah all'età di nove anni con gli studenti selezionati di suo padre (il cabalista Rabbi Yehuda Ashlag), e si unì a lui nei suoi viaggi verso il Rabbino di Porsov e il Rabbino di Belz. Nel 1921 all'età di 13 anni immigrò con la sua famiglia in Israele (a quei tempi la Palestina), e continuò la sua istruzione all'istituto Chassidico Torat Emet.
Fu ordinato come rabbino all'età di 20 anni dal più importante dei rabbini di Israele Abraham Isaac Kook, Yosef Chaim Sonnenfeld e da Yaakov Moshe Harlap. Egli non volle usare, per vivere, la conoscenza della Torah che ebbe acquisito. Per la maggior parte della sua vita egli fu un lavoratore semplice, fece lavori di strada, di costruzione e infimi lavori d'ufficio. Quando il Rabash crebbe, divenne il primo discepolo del padre. Si unì a suo padre nei suoi viaggi, ne sbrigò le commissioni e si occupò di ogni suo bisogno.
Studiò spesso con suo padre in privato, e ciò che ascoltò da lui egli lo scrisse nel suo quaderno personale. Perciò furono accumulate migliaia di annotazioni uniche, che documentarono le spiegazioni di Yehuda Ashlag riguardanti il lavoro spirituale dell'individuo. (Dobbiamo puntualizzare che Yehuda Ashlag viene considerato uno dei cabalisti principali del XX secolo). 
Rabash studiò la Kabbalah con suo padre per più di trenta anni. Quando il Baal HaSulam si ammalò, stabilì che il Rabash impartisse le lezioni ai suoi discepoli al posto suo. Prese il posto del Baal HaSulam dopo la sua morte, come leader di Ashlag Hasidim, e dedicò la sua vita per continuare l'eccezionale via di suo padre per spiegare ed estendere i suoi scritti e divulgare la Kabbalah tra la gente.
A causa delle dispute sui diritti per la pubblicazione de Il Libro dello Zohar con il Sulam, il commento che scrisse suo padre, Baruch Ashlag lasciò Israele per tre anni, trascorrendo la maggior parte del suo tempo nel Regno Unito. Durante quel periodo ebbe anche discussioni con il rabbino Menachem Mendel Schneerson di Lubavitch, col rabbino Joel Teitelbaum di Satmar, e altri prominenti rabbini. Egli insegnò la Kabbalah anche a Gateshead e in altre città del Regno Unito.
Dal suo ritorno in Israele Rabash continuò lo studio e ad insegnare. Egli non volle diventare conosciuto pubblicamente come cabalista, così come suo padre, e declinò qualsiasi offerta di cariche ufficiali. Sua moglie Feiga Ashlag, dichiara: "Perfino i nostri vicini non sapevano che lui stesse insegnando la saggezza del nascosto”.
Cambiò i suoi metodi dalla fine degli anni sessanta e cominciò ad insegnare la Kabbalah in ambienti più ampi. Viaggiò dove ci fosse anche la più infima delle richieste di sapere sulla Kabbalah. Tra le città che frequentò ci furono Hebron, Tiberias e Gerusalemme. Nel 1976 allargò il suo seminario, e la sua umile casa a Bnei Brak divenne una sinagoga spaziosa. Era solito viaggiare a Tiberias per isolarsi. 
Nel 1983 circa, 40 studenti si unirono al gruppo di cabalisti ai quali Rabash insegnava. Egli cominciò a comporre degli articoli che descrivevano l'evoluzione spirituale dell'individuo e le basi del lavoro in un gruppo di cabalisti al fine di aiutarli ad “inserirsi” nel gruppo più facilmente e velocemente. Dal 1984 fino al suo ultimo giorno nel 1991 scrisse un articolo alla settimana passandolo ai suoi discepoli. I suoi discepoli raccolsero nel tempo tutti gli articoli che egli aveva scritto e li pubblicarono in una raccolta di cinque volumi conosciuta come Shlavey ha Sulam (I gradini della scala). Rav Baruch Shalom HaLevi Ashlag morì il 13 settembre 1991.

## Pubblicazioni
L'impegno principale del Rabash fu l'interpretazione e lo sviluppo delle composizioni di suo padre, il Baal HaSulam. Gli articoli di Rabash sono più facili delle composizioni dei cabalisti precedenti, dato che sono scritti in un linguaggio semplice. Baruch Ashlag ha dedicato molti dei suoi sforzi ad elaborare una strada spirituale individuale, dai primi passi, quando l'uomo chiede: “Qual è il significato della mia vita?”, fino all'ascesa verso la rivelazione della realtà spirituale. I suoi discepoli testimoniano che Rabash credeva che qualsiasi persona, uomo o donna, e anche i bambini piccoli potessero studiare l'interiorità della Torah, se solo avessero desiderato la correzione completa delle loro anime.
Le sue pubblicazioni principali sono:
- Shamati (Ho ascoltato). Questo è il quaderno personale di Rabash, in cui scrisse ciò che aveva ascoltato da suo padre per tutto il tempo che studiò con lui. L'unicità del libro è nel suo contenuto, e il linguaggio di conversazione in cui è scritto. Il libro contiene gli articoli che descrivono gli stati spirituali di cui l'uomo fa esperienza lungo la sua strada. Questi articoli sono l'unica documentazione che abbiamo delle conversazioni che l'autore de Il Commento Sulam ebbe con i suoi discepoli. Sul letto di morte il Rabash passò il quaderno al suo primo discepolo, assistente personale e successore Rav Michael Laitman PhD, che lo pubblicò tre anni dopo la sua morte. Il titolo del libro proviene dalla scritta che appare sulla copertina del quaderno nella quale è scritto, dove Rabash stesso scrisse, Shamati, Ho ascoltato. Dalla seconda stampa in poi il libro contiene anche Le melodie del Mondo Superiore, le note musicali di 15 delle melodie che composero il Baal Hasulam e il Rabashcontinua

- Igrot Rabash (Le Lettere di Rabash). Queste sono le lettere che Baruch Ashlag mandò ai suoi discepoli mentre era all'estero. Nelle sue lettere il Rabash risponde alle domande dei suoi discepoli riguardanti la loro strada e il loro progresso spirituale, indica il significato spirituale delle feste ebraiche secondo la Kabbalah.
- Dargot ha Sulam (I livelli della scala). Questa è una pubblicazione in due volumi contenenti le espressioni e le annotazioni fondamentali che Rabbi Baruch Ashlag scrisse nel corso della sua vita. La maggior parte furono scritte come prima stesura su pezzi di carta e serviti come slogan, prime stesure di articoli e risposte che scrisse ai suoi discepoli.  Questo libro può insegnare molto sullo stato della mente e dei pensieri di Rabash, e contiene gli articoli del libro Shamati.

- Shlavey ha Sulam (I gradini della scala). Una composizione di cinque volumi contenenti tutti gli articoli di Rabash tra il 1984 e il 1991. In questa pubblicazione Ashlag spiega, in dettaglio, la sua dottrina cabalistica, cominciando dal lavoro dell'uomo nel gruppo, che è un elemento fondamentale in questo insegnamento, fino all'interpretazione cabalistica della Torah (Pentateuco) come allegoria della strada spirituale della persona nel nostro mondo.continua